# Ta Seti
| N16 · T9A · R12 · N24 |

| N16 · T9A · R12 · N24 |

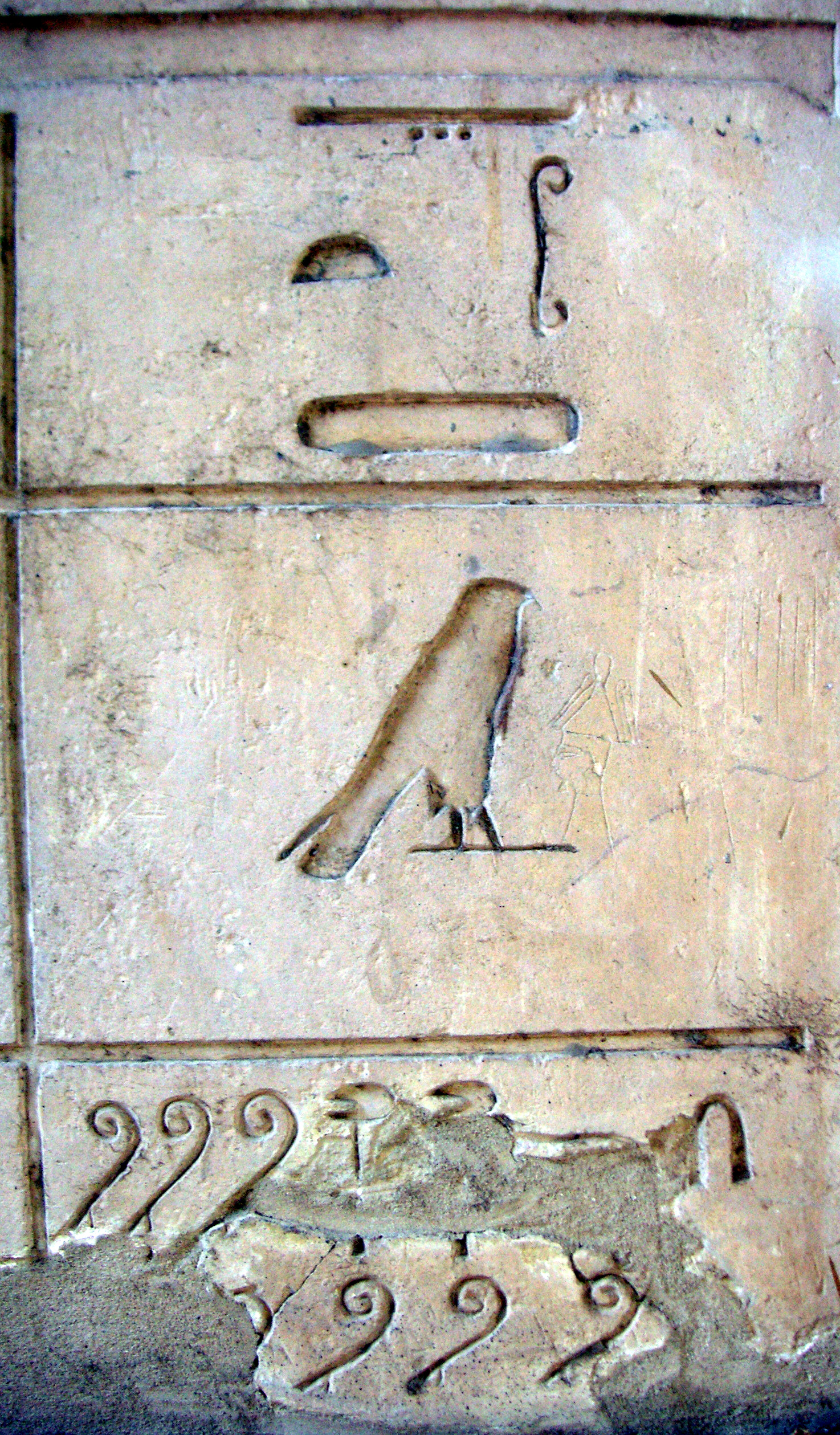
Ta-Seti (el de arriba) en la Capilla Blanca de Karnak.

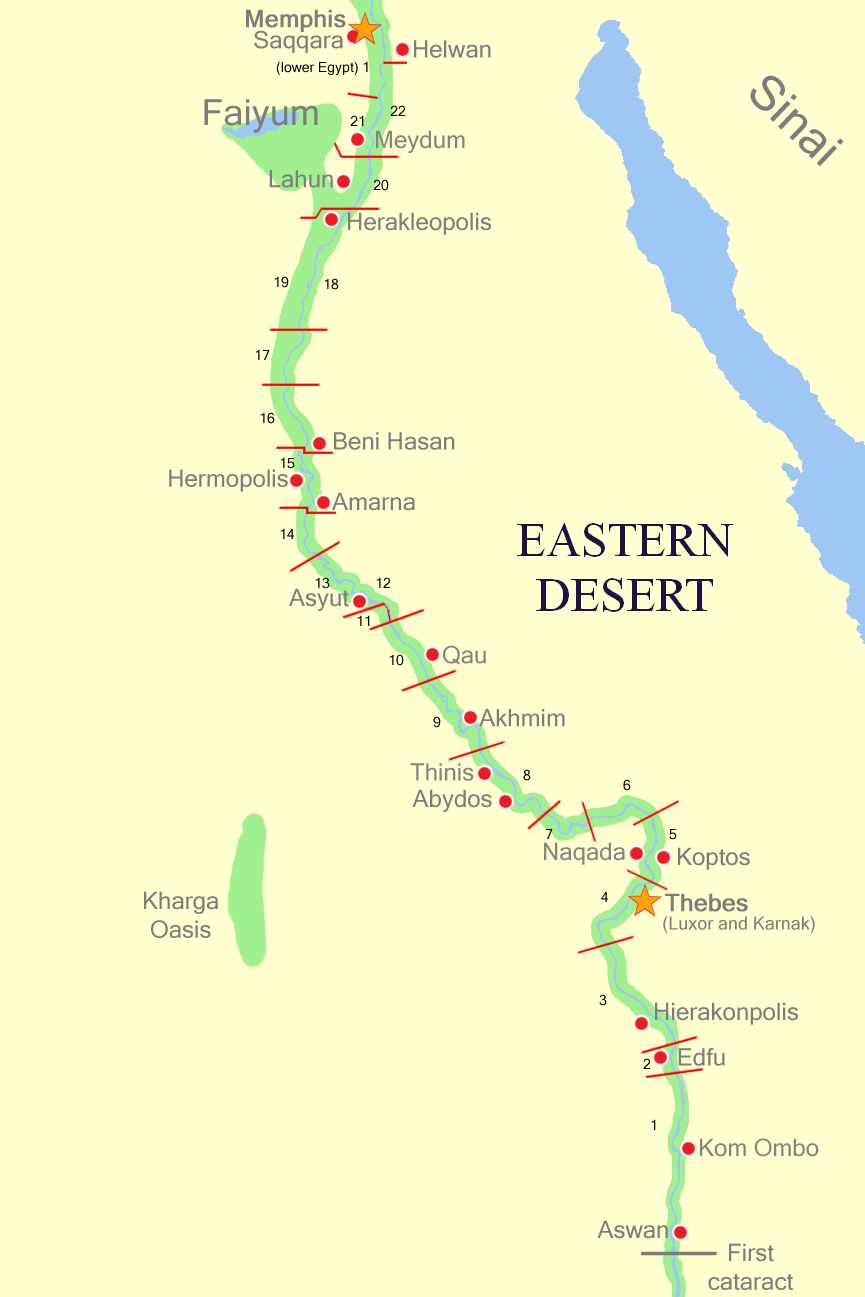
Mapa de los nomos del Alto Egipto.

Ta Seti o Ta-Seti ("Tierra del arco", también Ta Jentit, "Tierra de frontera") fue uno de los 42 nomos (nomoi, división administrativa) del Antiguo Egipto. Ta Seti era el primero de los existentes en el Alto Egipto, el que estaba situado más al sur en la frontera con Nubia. En sentido amplio, no solo se aplica al nomo más meridional sino también a la Baja Nubia, entre la primera y segunda catarata del Nilo.

## Historia
Cada nomo estaba gobernado por un nomarca (especie de gobernador provincial) que respondía directamente ante el faraón. Este nomo pertenece en la actualidad a la gobernación de Asuán.
El área del territorio era de aproximadamente 2 cha-ta (aproximadamente 5.5 hectáreas) y aproximadamente 10,5 iteru (aproximadamente 112 km) de longitud.
Su capital (Niwt) fue Abu / Elefantina (parte de la actual Asuán) y entre otras ciudades destacan P'aaleq / Filae (la actual File), Sunet / Syene (actual Asuán) y Pa-Sobek / Omboi (actual Kom Ombo).
Cada niwt tenía un Het net (templo) dedicado a la deidad principal y un Heqa het (residencia de los nomarcas).  
La deidad principal de este nomo era Horus y, entre otras deidades destacan Anuket, Arensnufis, Hathor, Isis, Jnum, Mandulis, Satet y Sobek.
La gente de Ta-Seti y su identidad todavía se está tratando de descifrar. De lo que se sabe, se cree que hablarían una lengua nilo-sahariana.
En Elefantina se encuentran dos de los nilómetros preservados más antiguos.

## Nomarcas de Ta Seti
Entre los nomarcas de Ta-Seti conocidos, pertenecientes a la Dinastía XII, se encuentran:
- Sarenput I
- Sarenput II
- Heqaib III